# Littlefunkyintro
Littlefunkyintro è un singolo del rapper italiano Neffa, pubblicato il 28 marzo 2025 come primo estratto dal decimo album in studio Canerandagio parte 1.

## Descrizione
Il brano è stato originariamente reso disponibile per l'ascolto su Instagram un mese prima, con l'artista che annunciava il suo ritorno sulle scene musicali con un concerto fissato al 5 novembre 2025 presso il Forum di Milano e la pubblicazione di Canerandagio parte 1.

## Tracce
Testi e musiche di Giovanni Pellino.
1. Littlefunkyintro – 1:29